# 中川真依
中川 真依（なかがわ まい、1987年4月7日 - ）は、日本の元飛び込み選手。
石川県小松市出身。小松市立高等学校、金沢学院大学経営情報学部スポーツビジネス学科卒業。金沢学院大学大学院修了。2015年現在、石川ダイビングクラブ所属。兄と姉がいる。

## 略歴
中学3年の時に世界ジュニア選手権に初出場を果たす。
高校1年からインターハイ、国体を2年連続で制覇。高校2年から日本選手権の高飛び込みで2連覇を達成するが、翌年当時中学生の浅田梨紗（JSS宝塚。現:立命館大学）に大会3連覇を阻止される。高校の先輩でもある山下美沙子（北國銀行）と組んだシンクロ高飛込みでは、2005年世界選手権で9位。東アジア大会で銅メダルを獲得。2006年はアジア大会（ドーハ）で銀メダルを獲得。2007年世界選手権では8位。日本選手権では山下とのコンビで連覇を達成した。
2008年2月、北京で行われた飛び込みW杯の女子高飛び込み予選で10位に入り、北京オリンピック出場枠獲得に貢献。同種目で決勝進出を果たし6位入賞でオリンピック代表に内定。オリンピックでも決勝進出を果たし、11位と健闘した。2010年8月7日、東京辰巳国際水泳場で行われた日本選手権で後ろ宙返り3回半抱え型（通称207C）を成功させ、総得点373.85で自身2度目の連覇（通算では5回目の優勝）を果たした。
ロンドンオリンピックにも出場したが、準決勝で敗退し、前回に続いての決勝進出を逃した。2016年、リオデジャネイロオリンピックの代表を逃したことに加えて、持病である腰痛が悪化したことで、同年9月に行われた希望郷いわて国体を最後に現役を引退した。

## テレビ出演
- スポーツ大陸（NHK総合、2010年9月5日）
- スッキリ!!　「ロンドン五輪 スッキリ!!応援団ッス」（2012年4月20日）
- アスリートの輝石（BS日テレ、2013年6月30日）[5]
- めざせ!2020年のオリンピアン（2014年12月28日、NHK総合）